# Томильчик, Лев Митрофанович
Лев Митрофанович Томильчик (бел. Леў Мітрафанавіч Тамільчык (1 апреля 1931, Минск — 19 ноября 2023, Минск) — советский и белорусский физик-теоретик, член-корреспондент Национальной академии наук Беларуси (1989), доктор физико-математических наук (1980), профессор (1985).

## Биография
Родился Томильчик в Минске 1 апреля 1931 года. В 1954 году с отличием окончил физико-математический факультет Белорусского государственного университета и поступил в аспирантуру БГУ, где занимался под руководством академика Ф. И. Федорова, а в 1959 году защитил кандидатскую диссертацию по теме «Электромагнитные волны в проводящих магнитных анизотропных средах». В 1957 году Томильчик перешел в Институт физики АН БССР, где работал на различных должностях, а в 1987—2004 годах заведовал Лабораторией теоретической физики; в последние годы являлся главным научным сотрудником Лаборатории фундаментальных взаимодействий. В 1963—1970 годах также занимал должность ученого секретаря Отделения физико-математических наук АН БССР. В 1979 году защитил докторскую диссертацию по теме «Дуальная инвариантность и магнитный заряд в электродинамике». Одновременно Томильчик читал в БГУ лекции по квантовой механике, теории групп и физике элементарных частиц. Являлся членом ряда ученых советов, входил в редакционные советы научных журналов «Доклады Национальной академии Беларуси» и «Весцi Нацыянальнай акадэміі навук Беларусi. Серыя фiзіка-матэматычных навук», более 20 лет возглавлял диссертационный совет по теоретической физике. Под его непосредственным руководством защищено 11 кандидатских и 1 докторская диссертация.
Томильчик активно занимался общественной и творческой (в широком смысле слова) деятельностью. Студентом играл за сборную университета по волейболу. Внёс значительный вклад в развитие белорусского КВН, в 1966 году в составе команды БГУ дошёл до финала, в 1964 году был ведущим первого белорусского КВН. Получал предложения стать профессиональным актёром. Выступил научным консультантом известного кинофильма «Расписание на послезавтра».

## Научная деятельность
Научные интересы Томильчика связаны с теоретическими вопросами электродинамики, физики элементарных частиц, методологическими основаниями науки. В своих первых работах он дал описание распространения электромагнитных волн в средах, обладающих произвольной анизотропией диэлектрических, магнитных и поглощающих свойств, составил полную классификацию магнитных кристаллов по их оптическим свойствам.
Большое значение имеют работы Томильчика по теме «магнитный монополь». В частности, в 1963 году он показал, что гипотеза о существовании магнитного заряда несовместима с требованием инвариантности электродинамики относительно пространственных отражений. В дальнейшем он получил серию интересных результатов по непрерывной дуальной симметрии уравнений электродинамики, в 1971 году дал первый пример построения суперсимметричной алгебры для задачи классификации адронных резонансов. Томильчик предложил оригинальный метод геометрического описания классических и квантовых систем с потенциалами, зависящими от скорости, в том числе геометризовал релятивистскую модель конфайнмента кварков. Он обосновал эффективную геометризацию взаимодействия частиц на основе использования пространства отрицательной кривизны и построил на этой основе квантовую модель дейтрона.
Ещё одна область интересов Томильчика, которой он особенно активно занимался в последние годы жизни, — это вопросы астрофизики и космологии. Он предложил феноменологическую модель для описания внутригалактических движений, позволившую хорошо аппроксимировать эмпирические особенности вращения спиральных галактик. Развил основанный на конформной симметрии метод описания ускоренного расширения Вселенной.
Много внимания Томильчик уделял методологическим вопросам науки. Совместно с академиком В.С. Степиным им был проведен концептуальный анализ максвелловской электродинамики и квантовой механики, была построена схема возникновения нового теоретического знания, прояснены механизмы принятия новых идей научным сообществом. Томильчик также рассмотрел проблему псевдонауки как научно-методологическую проблему, вёл разъяснительную деятельность в СМИ, пропагандируя и популяризируя научное знание, возглавлял рабочую группу, проводившую экспертизу поступающих в НАН Беларуси предложения.

## Награды
- Премия имени Ф. И. Фёдорова НАН Беларуси (2014)
- Нагрудный знак имени В. М. Игнатовского НАН Беларуси (2021)

## Избранные работы
- Томильчик Л.М., Федоров Ф.И. Магнитная анизотропия как метрическое свойство пространства // Кристаллография. — 1959. — Т. 4. — С. 498-504.
- Ельяшевич М.А., Томильчик Л.М., Федоров Ф.И. Рецензия на книгу А.К. Манеева «К критике обоснования теории относительности» // УФН. — 1961. — Т. 74. — С. 757-759. — doi:10.3367/UFNr.0074.196108f.0757.
- Томильчик Л.М. К вопросу о существовании монополя // ЖЭТФ. — 1963. — Т. 44. — С. 160-161.
- Степин В.С., Томильчик Л.М. Практическая природа познания и методологические проблемы современной физики. — Минск: Наука и техника, 1970.
- Стражев В.И., Томильчик Л.М. Электродинамика с магнитным зарядом. — Минск: Наука и техника, 1975.
- Степин В.С., Томильчик Л.М. История формирования основных идей максвелловской электродинамики (логико-методологический анализ). — Минск, 1976.
- Tomil'chik L.M. Space reflection symmetry and the pseudo-scalar magnetic charge // Physics Letters B. — 1976. — Vol. 61. — P. 50-52. — doi:10.1016/0370-2693(76)90559-1.
- Tolkachev E.A., Tomil'chik L.M., Shnir Ya.M. P-parity violation in the dyogen spectrum // Journal of Physics G: Nuclear Physics. — 1988. — Vol. 14. — P. 1-7. — doi:10.1088/0305-4616/14/1/004.
- Ельяшевич М.А., Кембровская Н.Г., Томильчик Л.М. Ридберг и развитие атомной спектроскопии (К столетию работы Й.Р. Ридберга о закономерностях в атомных спектрах) // УФН. — 1990. — Т. 160. — С. 141-165. — doi:10.3367/UFNr.0160.199012f.0141.
- Ельяшевич М.А., Кембровская Н.Г., Томильчик Л.М. Вальтер Ритц как физик-теоретик и его исследования по теории атомных спектров // УФН. — 1995. — Т. 165. — С. 457-480. — doi:10.3367/UFNr.0165.199504d.0457.